# Физа пупырчатая
Физа пупырчатая (лат. Physa fontinalis), или физа пузырчатая, — небольшая улитка, относящаяся к семейству физиды, роду физы. Широко распространена в медленно текущих ручьях, прудах, озёрах и болотах Европы, Средней и Восточной Азии.

## Внешний вид
Раковина пузырчатой физы маленькая, левозавитая, закругленно яйцевидная, очень тонкостенная, ломкая, прозрачная, светло-рогового или жёлтого цвета. У живой улитки раковина с боков прикрыта лопастевидными отростками мантийного края (языками мантии). Поверхность раковины гладкая, с тусклым шелковистым блеском. Завиток тупой, состоящий из 3—4 оборотов. Первые 3 оборота очень низкие, последний оборот высокий и очень выпуклый. Завиток в 2—4 раза короче устья. Колумеллярный отворот широкий, с заметной колумеллярной складкой, прикрывающей пупок. Шов между оборотами довольно глубокий. Устье простое, удлиненно овальное, почти не вырезанное, высота его составляет не менее 0,8 высоты раковины. Свободный край его прямой, острый.

## Питание
Улитки в основном питаются растительной пищей в виде живых растений, диатомовых и зелёных водорослей, растительного детрита. Малую часть их рациона может составлять животная пища и бактерии.

## Размножение

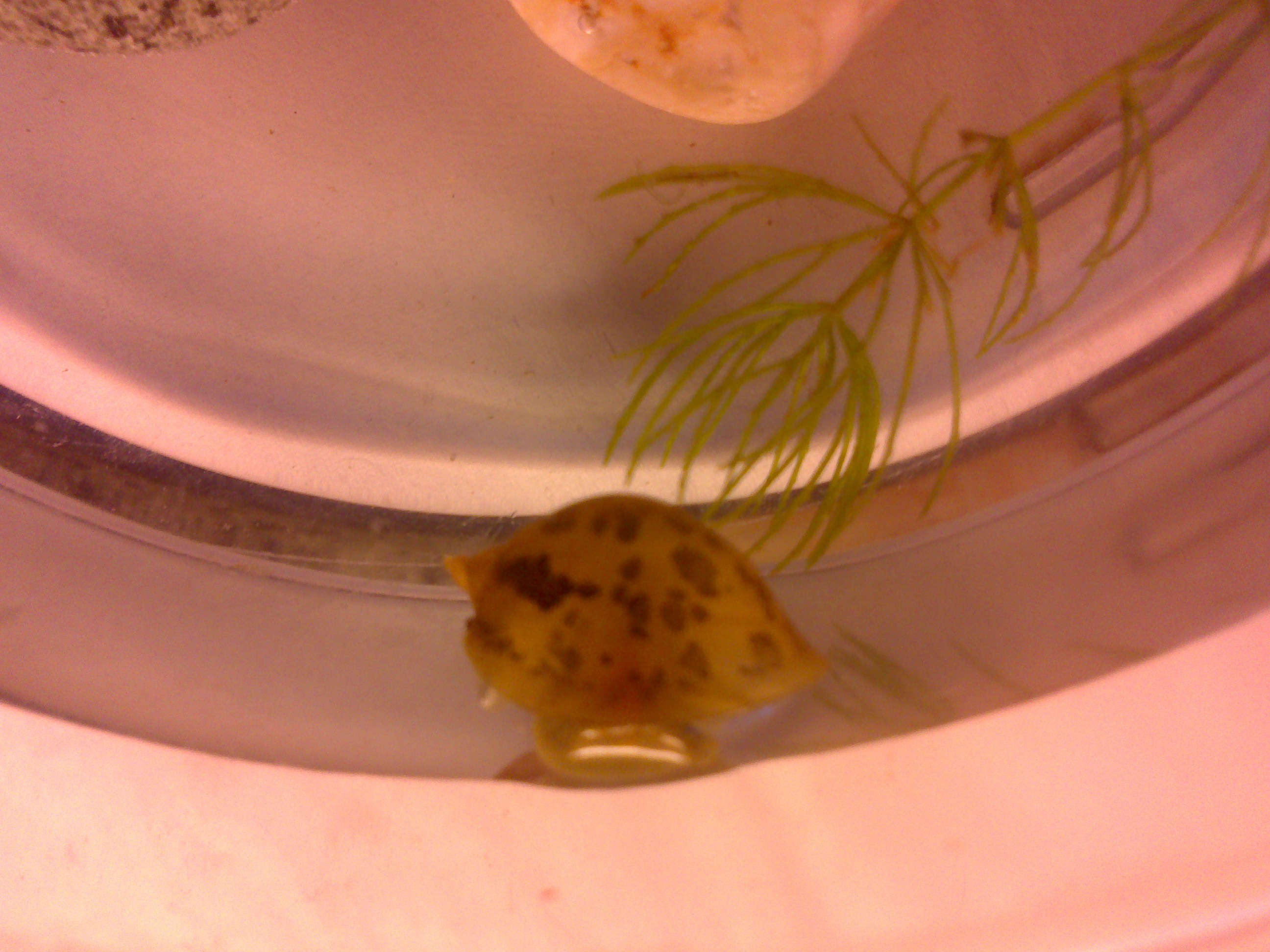
Физа пузырчатая и роголистник

Гермафродит. Жизненный цикл у физ одногодичный: молодь появляется в конце лета и осенью, зимует, к весне из неё вырастают взрослые улитки, которые в конце весны — начале лета приступают к размножению. Температура среды является ключевым фактором, влияющим на временные характеристики жизненного цикла в том или ином регионе. Кладка яиц имеет вид маленькой колбаски, прикреплённой к водным растениям, подводным предметам или стёклам аквариума. При температуре воды 18—24 продолжительность развития зародышей составляет 12—14 дней.

## Дыхание
Как и другие лёгочные моллюски, пузырчатая физа дышит лёгкими, но большую роль играет также и кожное дыхание с помощью мантии, край которой разделен на лопасти и завернут на раковину. Это во много раз увеличивает площадь соприкосновения мантии с насыщенной кислородом водой.